# Christine Anderson
Christine Anderson, née le 29 juillet 1968, est une femme politique allemande. Membre du parti Alternative pour l'Allemagne (AfD), elle est élue députée européenne en 2019, réélue en 2024.

## Biographie
Membre de l'Alternative pour l'Allemagne (AfD) depuis 2013, elle préside de 2016 à 2018 le groupe d'élus du parti au sein de l'arrondissement de Limburg-Weilburg. En mai 2019, elle est élue députée européenne. 
Elle a trois enfants et vit à Limburg an der Lahn.
Le 28 octobre 2021, elle participe à une conférence de presse avec cinq autres députés européens pour dénoncer la politique vaccinale et le maintien du passe sanitaire dans les pays de l'Union européenne,.